# 왕꽃 선녀님
《왕꽃 선녀님》은 2004년 6월 7일부터 2005년 2월 11일까지 방영된 문화방송 일일연속극이다.
그리고 2019년 개국한 MBC ON에서 다시 방송 중이다.

## 기획 의도
- 평범한 가정에 입양돼 살고 있던, 무속인의 딸 '초원'이 무병에 걸려지면서 고난을 겪지만 진정한 행복을 찾게 되는 이야기.
- '운명'이란 무엇이고, 그 '운명'을 극복해 보고자 하는 이들의 모습을 통해 우리네 인생의 굴곡과, 사랑과 희생의 아름다움을 이야기하는 드라마.

## 등장 인물

### 주요 인물
- 이다해 : 윤초원 → 문초원 역
  - 국문과 대학원생. 문희강과 부용화의 딸이나 장시애와 윤재학 부부의 딸로 자란다. 조건 좋은 남자 정수와의 결혼을 앞두고 있던 찰나, 무병에 걸리면서 파혼당하고 키워준 부모한테까지 버림받는다. 무빈을 만나 진정한 사랑을 하게 되고, 친부모와도 재회한다.
- 김성택 : 김무빈 역
  - 컴퓨터 수리공으로 초원과 만나나 사실은 국무총리의 아들이며 변호사다. 초원의 출생의 비밀을 알게 된 후에도, 무병에 걸린 뒤에도 그를 지켜준다.
- 김혜선 : 부용화 역
  - 무속인. 태극선녀. 초원의 생모. 평범한 여인으로서의 삶을 꿈꾼다.
- 이주현 : 판정수 역
  - 주행자의 아들. 대학 정치학 전임교수. 초원과 약혼하나 파혼하고 미영과 결혼해 초원의 형부가 된다.
- 박탐희 : 문미영 역
  - 희강과 소정이 입양한 딸. 이동하와 사귀다가 판정수와 결혼한다.

### 윤초원 가족
- 이영하 : 윤재학 역
  - 초원의 양부. 계속되는 사법고시에 실패하고 인테리어 연구소에서 공무부장으로 일한다.
- 한혜숙 : 장시애 역
  - 초원의 양모. 한복연구소 실장. 집앞에 버려진 초원을 입양한 후 태원을 낳는다.

'임성한 작가가 하차하자 110회에 미국 유학 중인 태원의 교통사고로 인해 미국으로 가는 설정으로 하차한다.'
- 박소현 : 장시몽 역
  - 시애의 여동생. 인테리어 디자이너. 노처녀.
- 사미자 : 한미녀 역
  - 시애,시몽 어머니. 한국 무용과 멸치 티백 라면에 심취해있는 귀여운 할머니.
- 홍성혁 : 윤태원 역
  - 초원의 남동생.

### 판정수 가족
- 남일우 : 판영상 역
  - 판정수의 아버지. 한의원 원장.
- 김용림 : 주행자 역
  - 판정수의 어머니. 시애가 일하는 한복 연구소 소장. 강한 성격의 소유자.

### 문미영 가족
- 한진희 : 문희강 역
  - 샤인힐 호텔 회장. 초원의 생부.
- 정애리 : 원소정 역
  - 샤인힐 호텔 안주인. 전업주부. 문희강의 처.
- 정혜선 : 노방림 역
  - 문희강의 어머니. 한미녀 여사와 어릴 적 친구.

임성한 작가가 하차하자 110회에 희강과 소정의 잦은 다툼을 이유로 친척 집에 가는 설정으로 하차한다.

### 태극 선녀네
- 이한위 : 부용진 역
  - 부용화의 남동생. 역술가. 장시몽의 연인.
- 이정섭 : 신법사 역 (극 전개상 중도 하차)
- 서권순 : 박보살 역 (극 전개상 중도 하차)

### 김무빈 가족
- 김병기 : 김성균 역
  - 무빈의 아버지. 고위 공무원인 국무총리.
- 김혜옥 : 모여주 역
  - 무빈의 어머니.
- 정유미 : 김혜빈 역
  - 무빈의 여동생.

### 그 외 인물
- 황동주 : 이동하 역
  - 문미영의 전 남자친구. 사진작가.
- 박준혁 : 박형우 역
  - 재학이 일하는 인테리어 연구소에서 근무. 시몽을 좋아하는 연하남.
- 김가연 : 한옥진 역
  - 시애가 일하는 한복 연구소 대리. 노처녀.
- 신은정 : 강준영 역
  - 무빈의 변호사 사무실 선배 변호사.
- 이용이 : 부용화의 신어머니 역
- 김인태 : 윤재학의 아버지 역
- 홍여진 : 이동하의 어머니 역
- 김경애 : 무속인 역
- 김재만 : 무빈이네 집사 역
- 이창하 : 인테리어 교수 역
- 김다혜 : 초원의 친구 역
- 남현 : 문미영네 가사도우미 역
- 현숙희 : 정수네 가사 도우미 역
- 차영옥 : 문미영네 가사도우미 역
- 민준현 : 문희강의 비서 역
- 이대연
- 정지연
- 김미량
- 이영실 : 부용화의 강의를 듣는 수강생 역
- 박은경
- 조경호 : 문미영네 운전기사 역
- 정종현 : 조폭 두목 역
- 최은석 : 조폭 역
- 김아영
- 김태영 : 대학교수 역
- 김지민
- 김홍수 : 부인을 폭행하려는 남편 역
- 김소원 : 김무빈의 할머니 역
- 현영임 : 미용사 역
- 추천
- 윤영아
- 이인희
- 박정미
- 박승준 : 인테리어 연구소 직원 역
- 이경원
- 이화진 : 한의사 역
- 한순례 : 한미녀의 지인 역
- 변신호 : 한미녀의 지인 역
- 유승민 : 판정수의 지인 역
- 윤서현 : 판정수의 지인 역
- 김원영
- 박팔영 : 의장 역 - 점집 손님
- 문수종
- 김주희
- 신종훈 : 문미영의 맞선남 역
- 박선후
- 이헌주
- 오지영
- 김명중 : 윤 사장 역
- 정대지
- 김민신 : 인테리어 연구소 직원 역
- 주부진 : 무빈네 이웃주민 역
- 엄선미
- 이성호 : 국회의원 역
- 이정성 : 레스토랑 매니저 역
- 최진호 : 가구매장 매니저 역
- 백성혜
- 김인수
- 염정구 : 문희강의 비서 역
- 이건우
- 김민재
- 김형찬
- 강수정
- 신하얀
- 원종례 : 박형우의 어머니 역
- 이호우
- 김기준
- 이옥정
- 김추월 : 점집 손님 역
- 전성애 : 점집 손님 역
- 김종호 : 노래방 사장 역
- 김유라
- 단강호 : 유전자 검사소 직원 역
- 한창현 : 웨딩드레스샵 직원 역
- 은서우 : 꼬마 귀신 역
- 김광인 : 의사 역
- 김진양 : 한복집 손님 역
- 한동환 : 길에서 싸우는 커플남 역
- 김경란 : 한미녀의 지인 역
- 전해룡 : 의사 역
- 박규점 : 태극선녀네에서 행패부리는 남자 역
- 반혜라 : 행패부리는 남자의 부인 역
- 김환진 : 뉴스 앵커 역
- 이윤상 : 경호원 역
- 민병애 : 한복집 손님 역
- 김하영 : 판정수의 강의를 듣는 학생 역
- 윤미향 : 도서관 사서 역
- 유옥주 : 점집 손님 역
- 최태준 : 슈퍼에서 물건 훔쳐서 도망가는 학생 역
- 신선희 : 보살 역
- 류성훈 : 건달 역
- 김건호 : 경비원 역
- 금준희 : 부용화의 강의를 듣는 여자 역
- 성인자 : 부용화의 강의를 듣는 여자 역
- 최인숙 : 부용화의 강의를 듣는 여자 역
- 고진명 : 의사 역
- 김대성 : 의사 역
- 최민금 : 원단을 사려는 여자 역
- 최윤준 : 차주 역
- 김선은
- 강철성

## 시청률
- AGB닐슨 미디어리서치에 따르면 평균 시청률(20.4%)은 동시간대의 KBS1 일일연속극 금쪽같은 내 새끼(24.5%)에 뒤졌으나[1], 최종회 시청률(22.5%)은 금쪽같은 내 새끼(21.8%)에 앞섰다.

## 연장
- 임성한 작가의 하차로 인해 조기종영을 검토하였으나[2], 6개월 방송 예정이던 방영 분량을 2달 정도 늘려 2005년 2월에 종영하였다.

## 수상
- 2004년 MBC 연기대상 여자 신인상 이다해
- 2004년 MBC 연기대상 남자 우수상 김성민
- 2004년 제41회 백상예술대상 TV부문 여자 신인상 이다해

## 경쟁 프로그램
- 금쪽같은 내 새끼 (KBS1)[3]

## 참고 사항
- 1999년 7월 독립제작사로 전환했음에도 줄곧 KBS 드라마와 어린이 프로그램을 제작해 온 한국방송제작단(과거 KBS 제작단)의 첫 MBC 제작 드라마[4]였다.
- 임성한 작가의 전작 <인어 아가씨>처럼 가제는 <몸짓>이었으며 실제 부부인 김용림-남일우가 부부 역할로 출연하여 화제가 되었다.[5]
- 이주현이 맡았던 판정수 역은 당초 송일국이 낙점됐으나 KBS 1TV <불멸의 이순신> 캐스팅으로 하차하자 이주현에게 돌아갔다. 한편, 송일국의 <불멸의 이순신> 출연은 막판에 불발됐다.[6]
- 작가 임성한의 전작 <인어 아가씨>에 출연했던 김성민, 박탐희, 사미자, 김용림, 한혜숙, 김병기가 재출연하고, 세부 묘사의 일부 설정 역시 <인어 아가씨>와 비슷하여 시청자들의 비판을 받았다.[7]
- '온가족이 함께 보는 시간대의 일일연속극에서 입양에 대한 국민정서를 왜곡시키는 극의 설정과 폭력에 해당하는 대사를 내보냄으로써 고아와 입양인들, 입양가족들의 명예를 훼손하고 입양인들의 인격권을 심하게 훼손했다'는 지적이 있었다.[8]
- 임성한 작가가 첫 회부터 집필해 왔으나, 2004년 10월 18일 이메일로 전송한 대본 말미에 '전작 <인어아가씨> 종영 후 바로 무리를 해 작품을 준비하여 체력에 한계가 왔다'고 입장을 밝히고 잠적하였다.[9] 이에 2004년 11월 2일(102회)부터는 김나현 작가로 집필자가 변경됐다.[10]
- 한편, MBC 측에서는 10월 21, 22일 방영분의 대본에서 극중 김혜선(부용화 역)이 죽은 후 관속에 들어갔다가 3일 만에 다시 깨어나는 장면의 수정을 임 작가에게 요구했고, 임 작가와의 마찰 끝에 김나현 작가로 교체할 수 밖에 없었다고 주장했다.[11]
- 드라마 종영 14년 후인 2019년, 임성한 작가는 인터뷰에서 "김성균 역을 총리로 설정해놓은 이유는 이후에 정치 쪽으로 넘어가서 대통령까지도 이어지는 스토리를 전개하기 위함이었다"고 밝히며, "뒷부분이 내가 의도하지 않은 대로 흘러가 시청자들에게 미안하게 생각했다"며 "나중에 블로그를 통해서 '왕꽃 선녀님'의 후반부를 이어서 써볼까도 생각한다"고 소회를 밝혔다.[12]